# Sovetsk (2019)
La Sovetsk (en ruso: Советск), con designación oficial romanizada RFS 577 «Sovetsk», es una corbeta lanzamisiles del Proyecto 22800, también conocida como clase Karakurt, siendo el segundo buque de su clase.
Su nombre original era Taifun, la palabra rusa para tifón, pero después de su botadura, su nombre fue cambiado al actual Sovetsk en honor a la ciudad de la Óblast de Kaliningrado, Sovetsk. Igualmente, varios buques en construcción del proyecto 22800 fueron renombrados de nombre meteorológicos a nombres toponímicos.

## Diseño
Los barcos de la clase tienen una superestructura de contorno sigiloso con un mástil integrado que lleva cuatro paneles de antenas en fase. El armamento principal consiste en misiles de crucero Kalibr o misiles anticrucero supersónicos P-800 Ónix transportados en ocho cámaras VLS UKSK en la parte trasera de la superestructura, detrás del puente.
Aunque originalmente se planeó que el arma principal fuese un cañón automático de doble propósito AK-176MA de 76,2 mm, una versión modernizada del AK-176 soviético, a diferencia del buque líder de la clase, Mytishchi que se le instaló el A-190 de 100 mm.
Sovetsk, al igual que el Mytishchi no lleva armas antiaéreas especializadas, en lugar de las cuales se utilizaron dos sistemas CIWS de los modelos AK-630M. A partir del siguiente buque, el Odintsovo se integró el sistema de misiles antiaéreos Pantsir-M, con munición de misiles Hermes-K.
El buque utiliza un desplazamiento proporcionado por tres motores diésel M-507D-1 y tres generadores diésel DGAS-315 de fabricación rusa.

## Historial
La construcción de la corbeta Taifun comenzó el 24 de diciembre de 2015, misma fecha de puesta de quilla que la corbeta Mytishchi. El 24 de noviembre de 2017 fue botada, cuatro meses después que la Mytishchi. El 21 de mayo de 2019 comenzó sus pruebas en alta mar, y finalmente el 12 de octubre de 2019 entró en servicio al ser asignada a la Flota del Báltico de la Armada de Rusia.
En abril de 2020 tomó parte en unos ejercicios navales de la flota del Báltico en el que se simuló un ataque aéreo masivo junto a ataques electrónicos, una de las finalidades de la corbeta. En este ejercicio formó parte de una escuadra en la que también se encontraban dos corbetas Clase Steregushchiy (Soobrazitelny y Stoykiy), la Mytishchi de su misma clase, dos corbetas clase Nanuchka III (Liven y Passat), así como dos corbetas clase Tarantul III (Morshansk y R-257).
En agosto de 2021, tras varias mejoras llevadas a cabo en el armamento, se convirtió en la primera corbeta de la clase Karakurt en disparar un misil Kalibr durante unas prácticas en el mar Blanco.